# Старомайнський район
Старомайнський район (рос. Старомайнский район) — адміністративно-територіальна одиниця (район) та муніципальне утворення (муніципальний район) у північно-східній частині Ульяновської області Росії.
Адміністративний центр — робітниче селище Стара Майна.

## Історія
Старомайнський район утворено 16 липня 1928 року та увійшов до складу Ульяновського округу Середньо-Волзької області.

## Населення
| 1939    | 1989    | 2002    | 2009    | 2010    | 2011    | 2012    |
| ------- | ------- | ------- | ------- | ------- | ------- | ------- |
| 30 344  | ↘20 493 | ↘20 229 | ↘19 254 | ↘18 132 | ↘18 082 | ↘17 795 |
| 2013    | 2014    | 2015    | 2016    | 2017    | 2018    | 2019    |
| ↘17 641 | ↘17 425 | ↘17 343 | ↘17 149 | ↘16 993 | ↘16 658 | ↘16 276 |
| 2020    | 2021    |         |         |         |         |         |
| ↘16 042 | ↘15 170 |         |         |         |         |         |